# Alfa Romeo Giulietta Sprint Speciale
Alfa Romeo Giulietta Sprint Speciale (typ 750 a typ SS/101.20) a Alfa Romeo Giulia Sprint Speciale (typ 101.21) jsou malé sportovní vozy vyráběné italskou automobilkou Alfa Romeo v letech 1959 až 1966, známé též pod zkráceným označením Alfa Romeo Giulietta SS a Alfa Romeo Giulia SS.

## Giulietta Sprint Speciale

### Typ 750 SS
První prototyp modelu Giulietta Sprint Speciale (Giulietta SS) byl představen na Turínském autosalonu v roce 1957. Další dva prototypy byly předvedeny na dalších výstavách, oficiální prezentace produkční verze pro tisk byla 24. června 1959 na okruhu v Monze. Prvních 101 vyrobených vozů mělo charakteristický „nízký nos“ a označení „750 SS“. Výroba minimálně 100 kusů vozu byla podmínka homologace podle předpisů FIA. Část vyrobených vozů byla celohliníkových, ale většina automobilů měla ocelovou karosérii s hliníkovými dveřmi, kapotou motoru a víkem zavazadlového prostoru. První vyrobené kusy byly vybaveny karburátorem Weber 40 DCO3, zatímco pozdější měly Weber 40 DCOE2.
Koeficient aerodynamického odporu modelu Sprint Speciale je 0,28, stejný jako u Chevrolet Corvette (C6) z roku 2005, hodnota nebyla překonána více než 20 let. Automobil používá řadový čtyřválec Alfa Romeo Twin Cam o objemu 1290 cm³. Tento osvědčený celohliníkový motor se vyráběl v různých objemech od roku 1954 až do roku 1994, jde o moderní konstrukci s polokulovitými spalovacími komorami a ventily ovládanými přímo dvojitými vačkovými hřídeli.

### Typ 101.20
Malé změny této produkční verze zahrnují ocelové (nikoli hliníkové) dveře, karburátor Weber 40 DCOE2, „vyšší nos“, nahrazení oken z plexiskla. S motorem o objemu 1290 cm³ a výkonem 100 koní (75 kW) vůz dosahuje maximální rychlost kolem 200 km/h. Motor a převodovka jsou stejné jako u závodně orientovaného modelu Giulietta Sprint Zagato. Všechny modely Giulietta SS měly bubnové brzdy (odlišné konstrukce na předních a zadních kolech). Exportní verze má označení 101.17. Boční znaky obsahují nápis „Giulietta Sprint Speciale“.

### Fotogalerie Giulietta

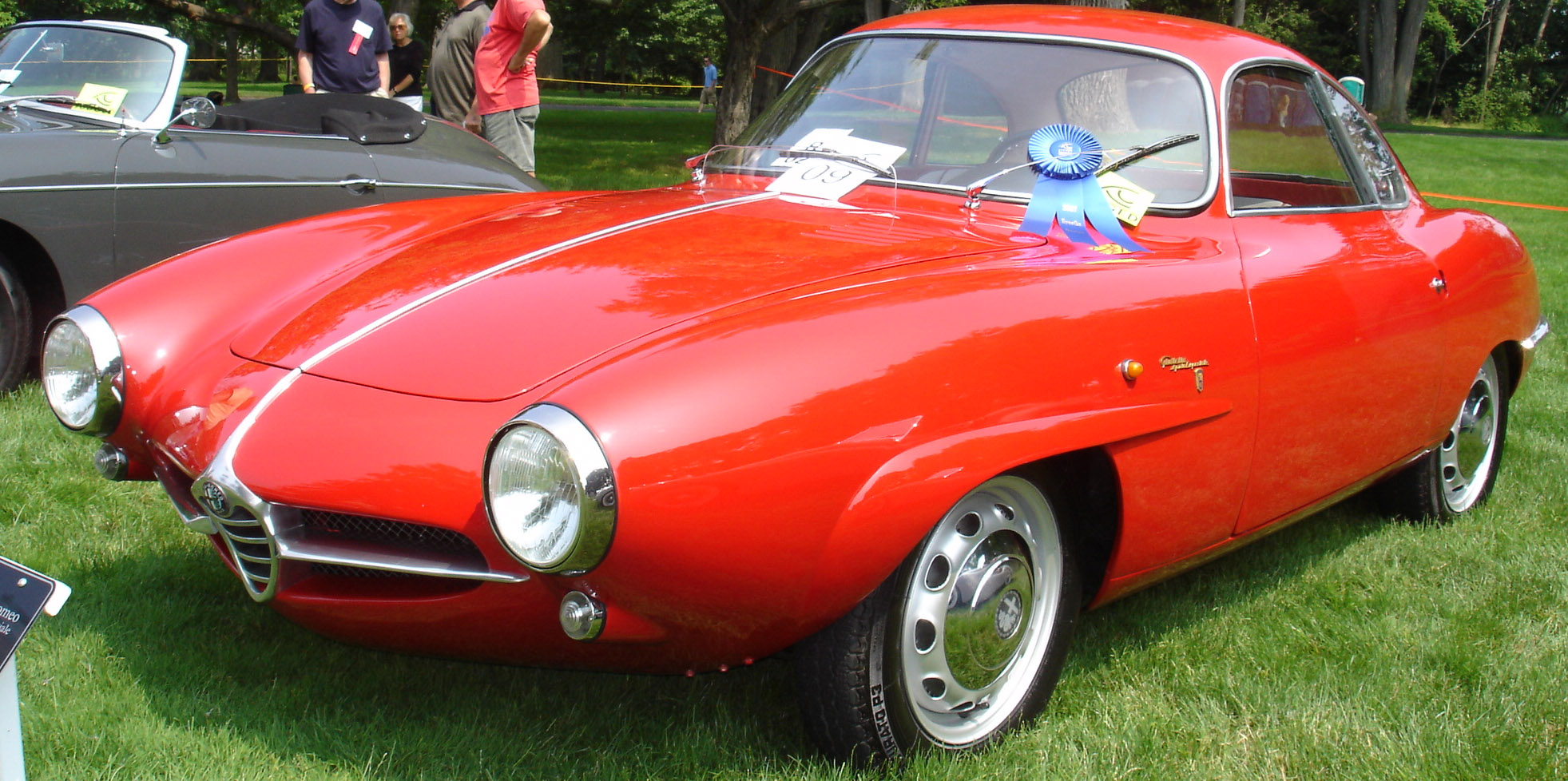
Giulietta Sprint Speciale (750 SS) s charakteristickým „nízkým nosem“
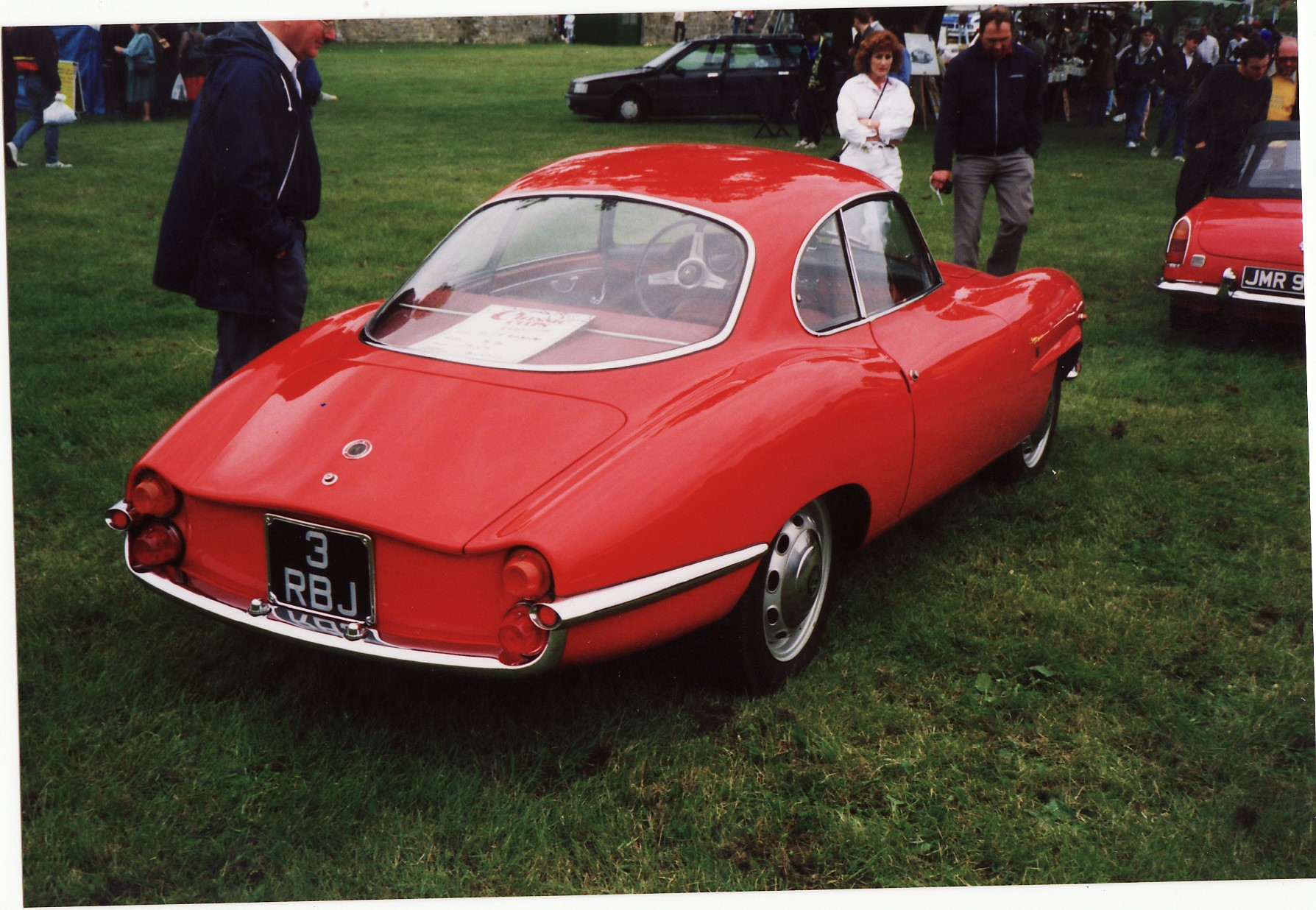
1959 Alfa Romeo Giulietta Sprint Speciale
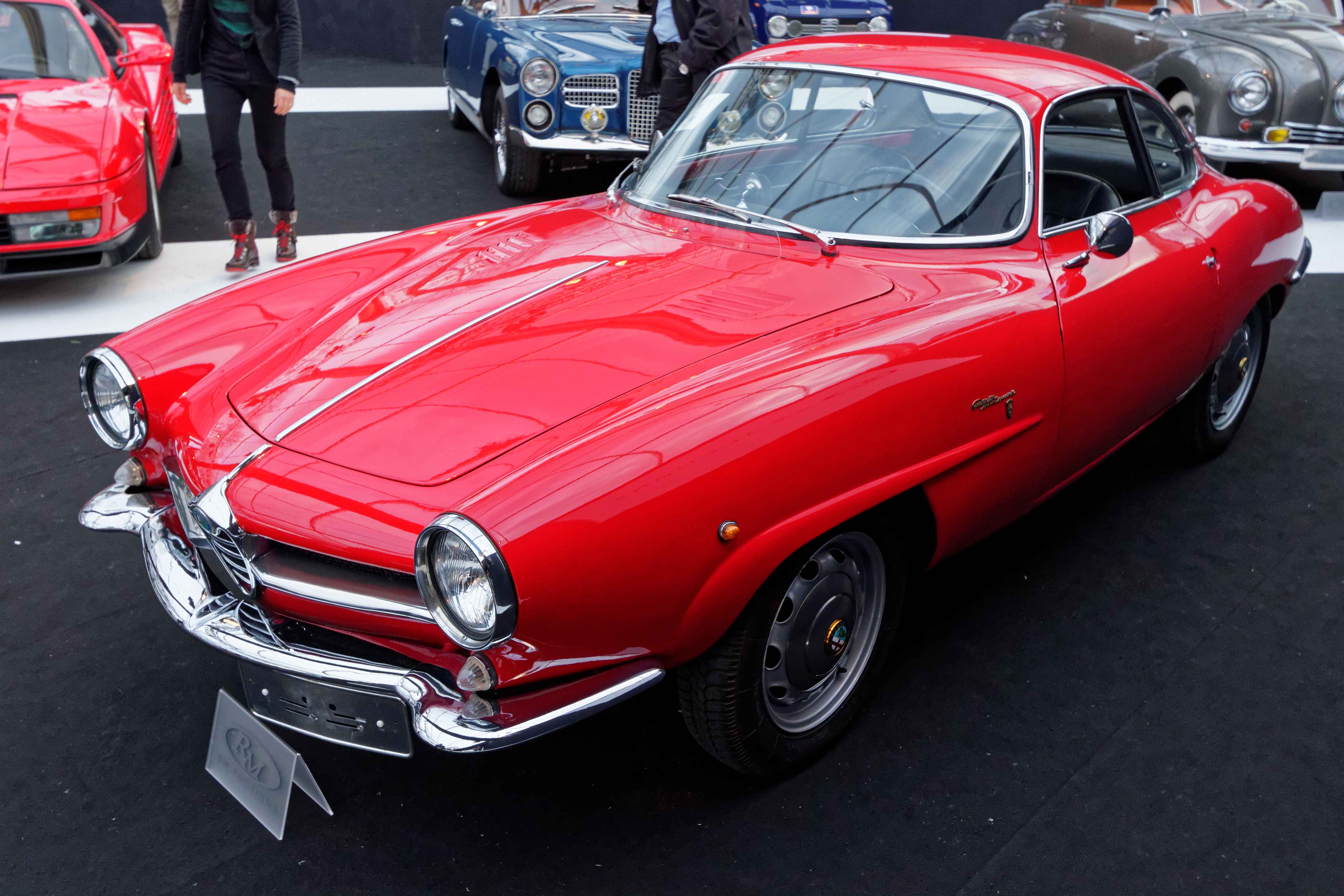
1961 Alfa Romeo Giulietta Sprint Speciale
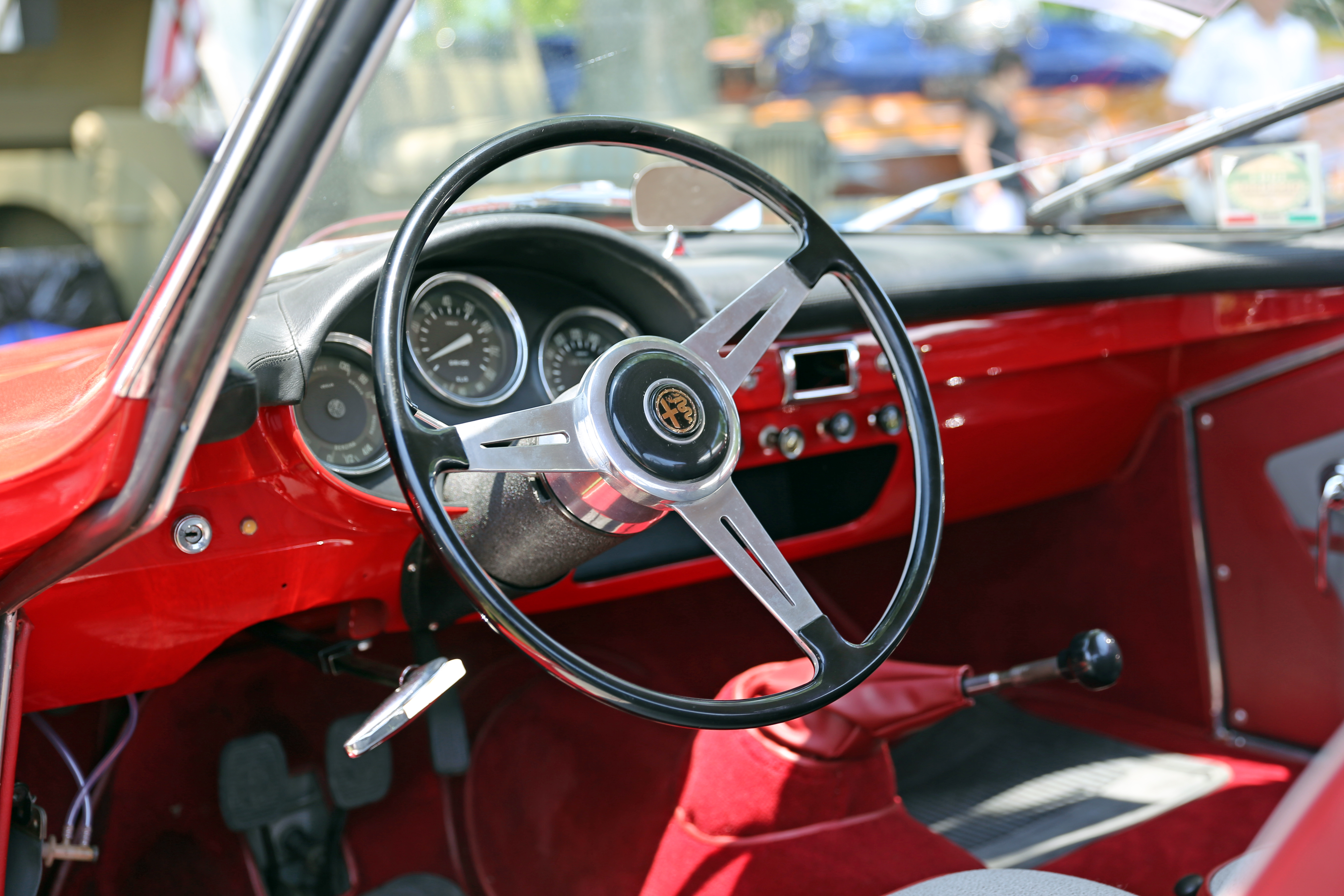
1961 Alfa Romeo Giulietta Sprint Speciale: palubní deska

### Fotogalerie nevyráběného prototypu Bertone

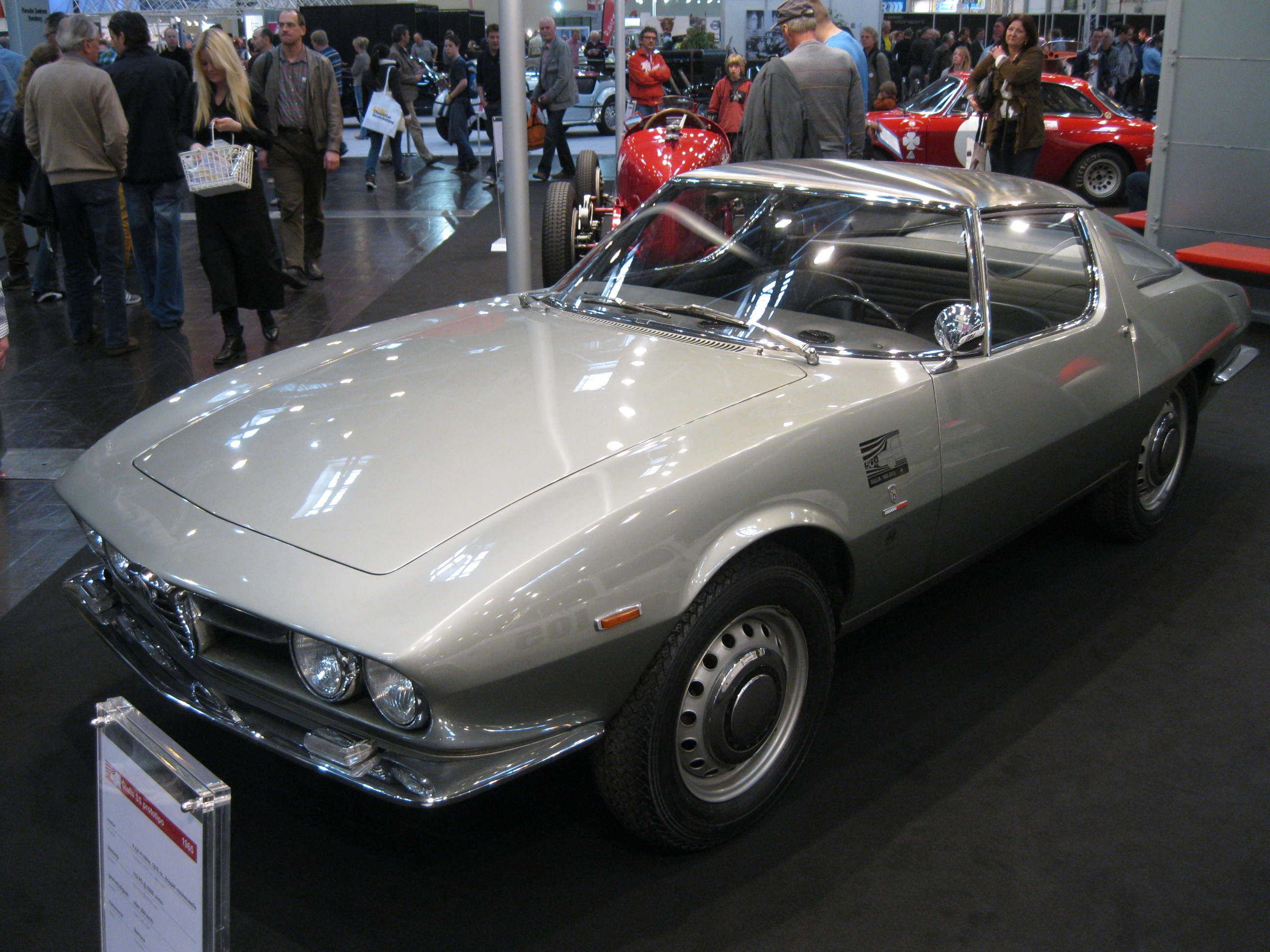
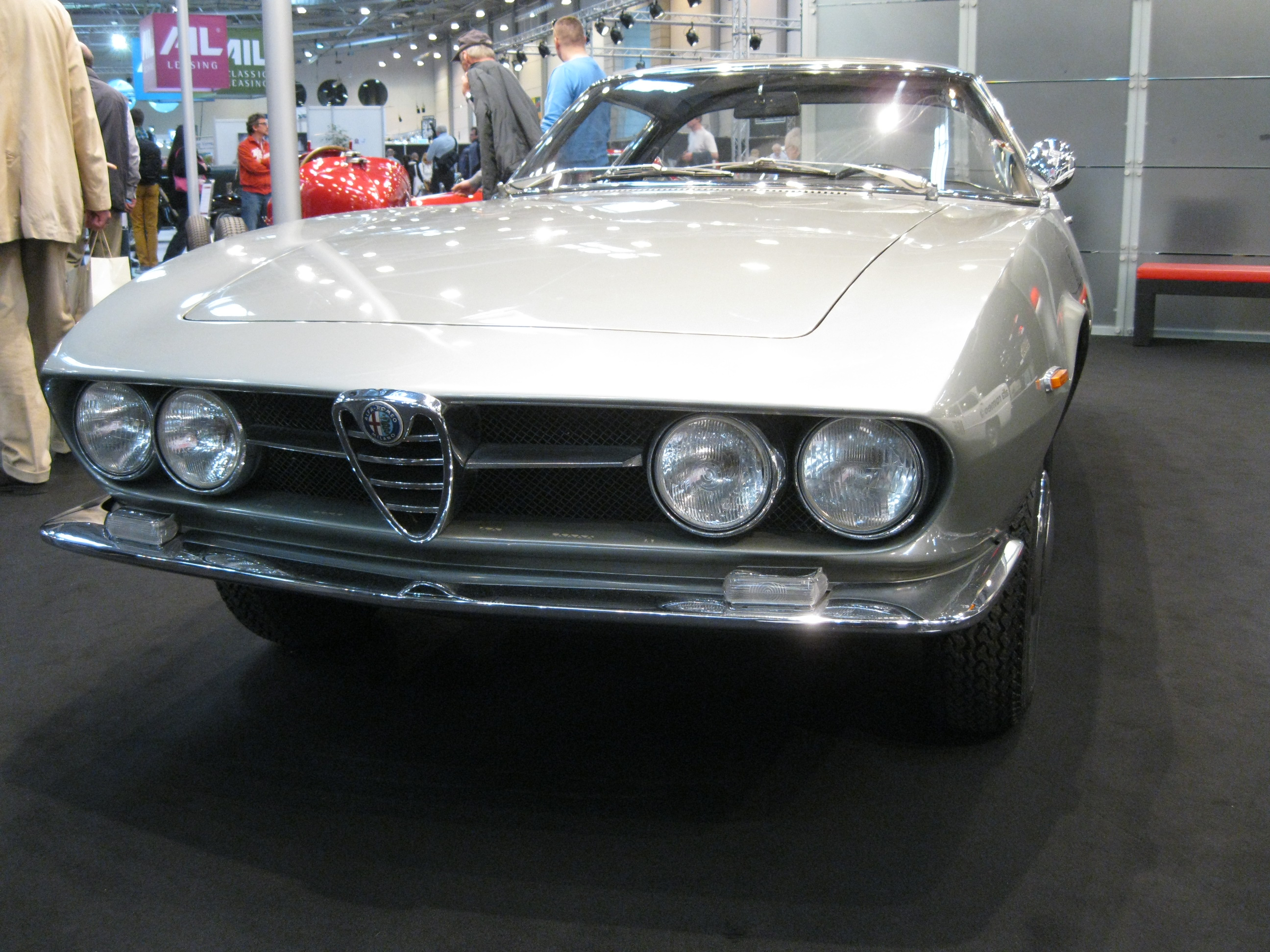
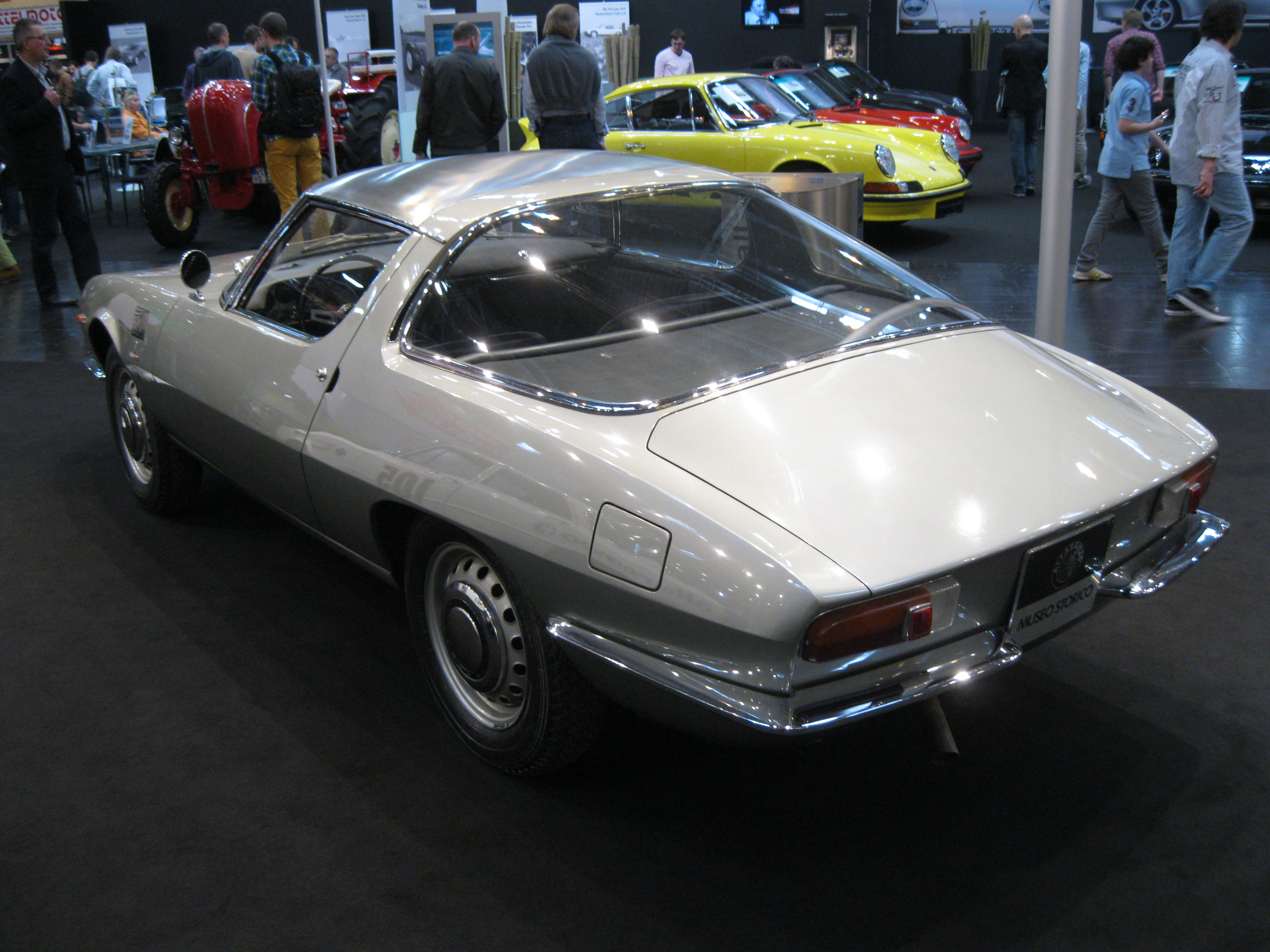

## Giulia Sprint Speciale

### Giulia Sprint Speciale Bertone Prototyp
Existuje prototyp, jehož karosérii navrhl Bertone, který byl zamýšlen jako náhrada Giulietta SS, pojmenovaný Giulia SS Bertone Prototipo, ale tento nový design se nikdy nedostal do sériové výroby a další generace Giulia SS použila nezměněnou karosérii Giulietty SS.

### Typ 101.21
Větší motor o objemu 1,6 litru modelu Giulia nahradila předchozí model Giulietta a vůz byl poprvé představen v březnu 1963 na Ženevském autosalonu. Protože jméno „Giulietta“ je v italštině zdrobnělina jména „Giulia“, nové pojmenování je hra se slovy, která měla zdůraznit, že nový vůz je větší verzí starší Giulietty. Přes vývoj výše popsaného prototypu Giulia SS (návrh Bertone), automobilka Alfa Romeo se nakonec rozhodla ponechat ve výrobě původní tvar karosérie pocházející z Giulietty.
Motor o objemu 1570 cm³ s karburátorem Weber 40 DCOE2 byl převzat z modelu Giulia Sprint Veloce, poskytoval výkon 112 koní (84 kW) a umožnil vozu dosáhnout rychlost 200 km/h. Většina vozů Giulia SS měla kotoučové brzdy na předních kolech. Jednoduchý způsob, jak odlišit model Giulia SS od Giulietty SS, je palubní deska. Giulia má koženou spodní část s odkládací schránkou v jiném sklonu než hlavní část. Palubní deska v modelu Giulietta je šikmá, v jedné barvě bez použití kůže. Boční znaky obsahují nápis Giulia SS. Produkce skončila v roce 1965, poslední kus byl zkompletován v roce 1966.
Celkem bylo vyrobeno 1366 kusů modelu „Giulietta Sprint Speciale“ a 1400 kusů „Giulia Sprint Speciale“. Z toho 25 bylo přestavěno na pravostranné řízení společností RuddSpeed.

### Fotogalerie Giulia

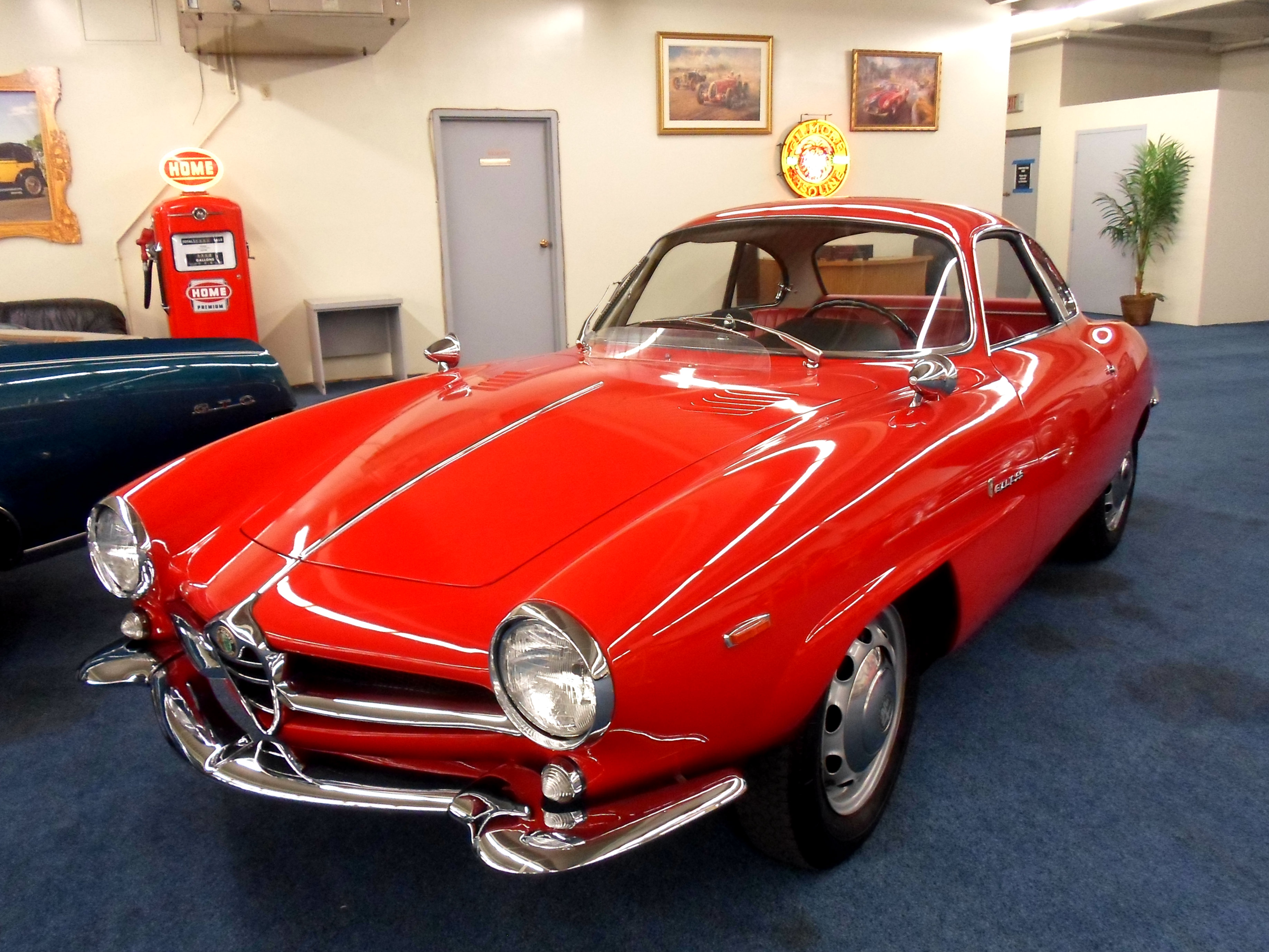
1964 Alfa Romeo Guilia Sprint Speciale
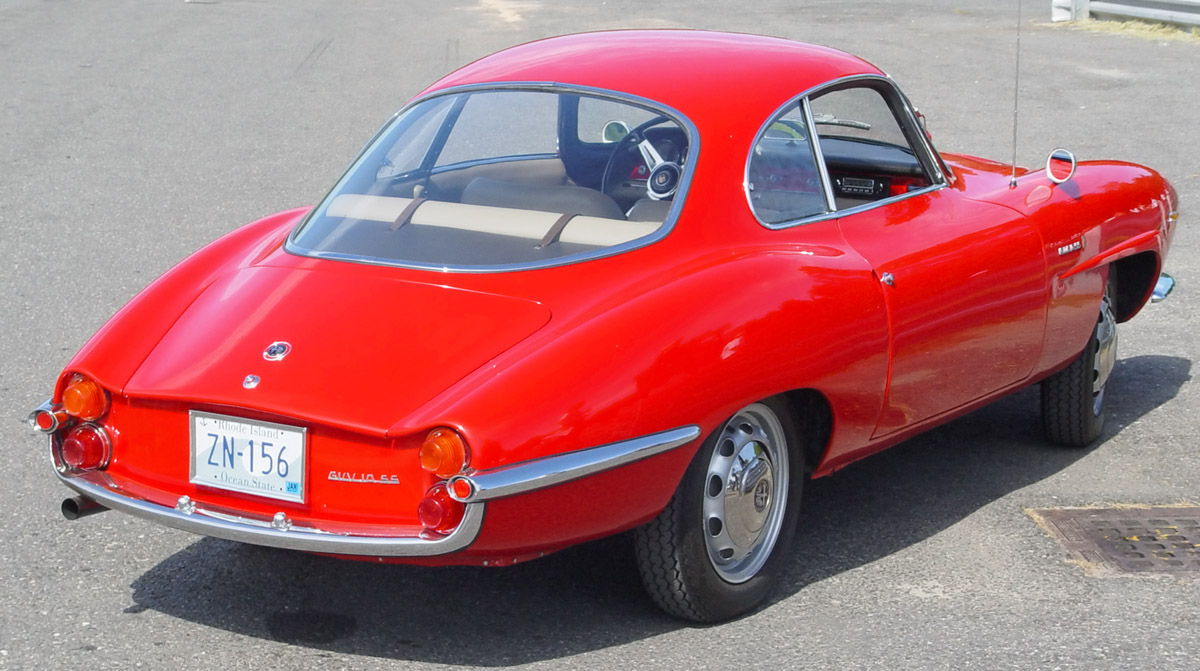
Alfa Romeo Guilia Sprint Speciale zezadu
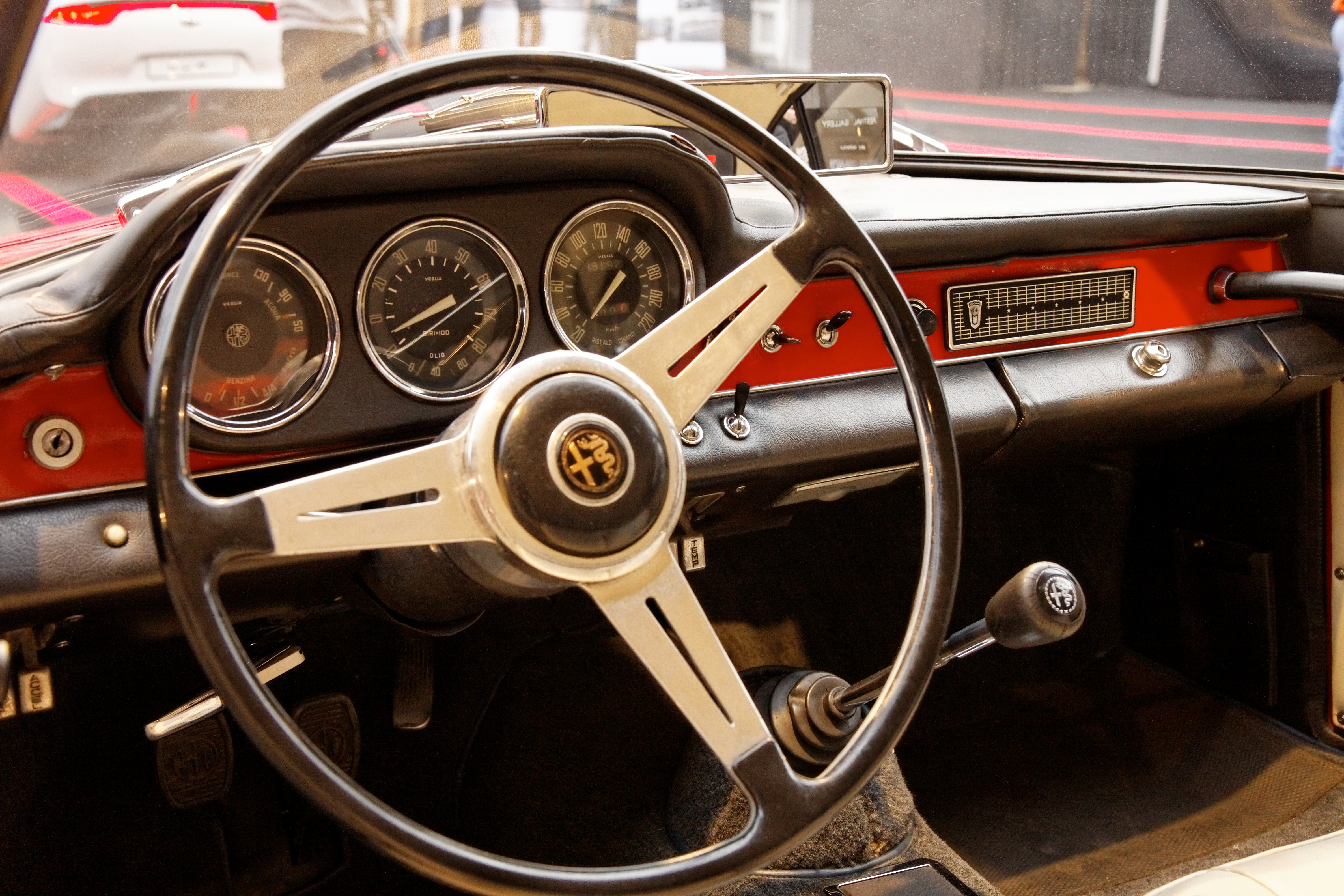
Alfa Romeo Guilia Sprint Speciale: palubní deska